# Ордер на стриптиз
Ордер на стриптиз (англ. Strip Search) — американо-канадський бойовик 1997 року.

## Сюжет
Симпатична стриптизерка Біллі отримує від свого покійного батька великий спадок. Її мачуха, одержима багатством, хоче вбити претендентку, присвоївши собі всі грощі. Для того щоб знайти Біллі вона наймає поліцейського Роббі Даррелла.

## У ролях
- Майкл Паре — Роббі Даррелл
- Пем Грієр — Джанетт
- Люсі Лорье — Біллі
- Маккензі Грей — Лоренс Даррелл
- Хайді фон Паллеске — Шейла
- Морі Чайкін — Томас
- Карл Алаккі — Джим
- Жан-Гі Бочар — Джо
- Грегоріан Міно-Пайер — Ай Лоо
- Стівен П. Парк — Кінг Сук
- Керолайн Нерон — Леад
- Вей Фенг Тенг — Лі
- Том Рек — Локуст
- Вітторіо Россі — Кавальєрі
- Тоні Калабретта — Кольт
- Грегорі Гледі — Гельмут Вікс
- Норріс Домінге — дядя Джек
- Сільві Ліберже — Джоко
- Роберт Хігден — клієнт
- Клаудія Бессо — Шеррі
- Мішель Перон — Артур
- Доріс Мілмор — Джулі
- Рок Лафорт — Ленс
- Ізабель Менар — жінка

китайці гангстери
- Расселл Юень
- Брайан Пол Імперіал
- Аллан Юк-люнь Чжоу
- Андерсон С. Бредшоу
- Х'юстон Вонг
- Деніел До

озброєні люди
- Ендрю Кемпбелл
- Девід МакКіоун
- Ален Даан
- Леслі Гласс